# Blissville (Queens)
Blissville ist ein  Stadtviertel im Westen des New Yorker Stadtbezirks Queens. 

## Lage
Blissville liegt am Ufer des Newtown Creek, südlich des Long Island Expressway und westlich des Calvary Cemetery. Die Nachbarschaft ist durch Industrie, Lagerhäuser, Autowerkstätten und einige wenige Wohnhäuser geprägt. Die Einwohnerzahl liegt bei etwas über 1100 Menschen. Blissville ist heute ein abgelegener, oft übersehener Teil von Long Island City und wird durch physische Barrieren wie Schnellstraßen und den Friedhof von anderen Stadtteilen abgetrennt.

## Geschichte
Blissville wurde im 19. Jahrhundert von Neziah Bliss gegründet, einem Unternehmer und Ingenieur, der auch Greenpoint in Brooklyn entwickelte. Bliss kaufte und parzellierte das Land, das er nach sich selbst benannte. Im 19. Jahrhundert war Blissville ein Zentrum für Schwerindustrie: Entlang des Newtown Creek entstanden zahlreiche Fettverarbeitungs-, Leim- und Schmelzbetriebe, die die Luft mit üblen Gerüchen erfüllten. Besonders bekannt war die Van Iderstine Fabrik, die bis in die 1970er Jahre Tierfette verarbeitete. Blissville war auch ein Zentrum für die Produktion von sogenannter „Swill Milk“, einer minderwertigen Milch aus Destillerieabfällen, die im 19. Jahrhundert zu zahlreichen Todesfällen bei Säuglingen führte.

## Bevölkerung und Demografie
Blissville ist eine multikulturelle, kleine Gemeinschaft mit Bewohnern verschiedenster Herkunft, darunter polnische, irische, deutsche, pakistanische, indische, bangladeschische und lateinamerikanische Familien. Die Nachbarschaft umfasst nur etwa 80 Wohnhäuser und ist von einer engen, nachbarschaftlichen Atmosphäre geprägt. Trotz der Nähe zu Manhattan und Long Island City ist Blissville abgeschieden und bewahrt einen eigenständigen Charakter.

## Wirtschaft und Infrastruktur
Die industrielle Vergangenheit prägt Blissville bis heute. Neben zahlreichen Werkstätten und Lagerhäusern befindet sich hier die Wonton Food Factory, der größte Fortune-Cookie-Hersteller der USA, der täglich mehrere Millionen Glückskekse produziert. Die Nachbarschaft ist logistisch günstig gelegen, mit direktem Zugang zu wichtigen Verkehrswegen wie dem Long Island Expressway. Blissville ist jedoch weitgehend frei von Parks; der Calvary Cemetery ist das einzige größere Grüngebiet.